# Distretto di Lahaul e Spiti
Il distretto di Lahul e Spiti è un distretto dell'Himachal Pradesh, in India, di 33 224 abitanti. Il suo capoluogo è Keylong.